# Zenji
Zenji is een computerspel dat werd ontwikkeld en uitgegeven door Activision. Het spel kwam in 1984 uit voor verschillende homecomputers. In dit spel bestuurt de speler een rollend gezicht in een doolhof. Het doolhof bestaat uit verschillende secties die gedraaid kunnen worden. Als alle secties verbonden zijn is het level klaar en gaat de speler naar het volgende level. Zo nu en dan komt er een nummer tevoorschijn in het spel dat aftelt. Als de speler deze weet te pakken voordat het verdwijnt krijgt de deze een bonus.

## Platforms
| Platform     | Jaar |
| ------------ | ---- |
| Atari 5200   | 1984 |
| Atari 8 bit  | 1984 |
| ColecoVision | 1984 |
| Commodore 64 | 1984 |
| MSX          | 1984 |
| ZX Spectrum  | 1984 |

## Ontvangst
| Beoordeeld door | Platform     | Datum         | Score |
| --------------- | ------------ | ------------- | ----- |
| TeleMatch       | Commodore 64 | november 1984 | 100%  |
| Sinclair User   | ZX Spectrum  | januari 1985  | 80%   |
| Your Spectrum   | ZX Spectrum  | december 1984 | 60%   |